# Vrh Bače
Vrh Bače – przełęcz w Alpach Julijskich. W przełęczy znajdują się domek myśliwski oraz bunkry wojskowe i koszary zbudowane przez wojska włoskie podczas I i II wojny światowej.